# Jaderná elektrárna Shippingport
Shippingport byla první jaderná elektrárna využívaná výhradně pro mírové účely. Ačkoli britský grafitový reaktor Magnox v jaderné elektrárně Calder Hall byl připojen k elektrické síti jako první (27. srpna 1956), produkoval také plutonium pro vojenské účely.
Reaktor dosáhl kritického stavu 2. prosince 1957, poté zůstal i s malými odstávkami v provozu až do října 1982. První elektrická energie byla vyrobena 18. prosince 1957, ale pouze v testovacím módu. Jaderná elektrárna tak byla oficiálně spuštěna až 26. května 1958. Shippingport byl vytvořen a provozován pod záštitou admirála Hymana G. Rickovera, jehož autorita v americkém jaderném dozoru (US NRC) hrála podstatnou roli.
Elektrárna byla navržena tak, aby ji bylo možno přestavovat a upravovat. Aktivní zóna se v průběhu let vyměňovala a generovaný elektrický výkon také. Konečný stav reaktoru byl pozoruhodný pro svoji schopnost transmutovat (levné) thorium 232 na uran 233. Koncepce reaktoru měla sloužit dvěma hlavním účelům: k pohonu vojenských plavidel a jako prototyp pro komerční výrobu elektrické energie.

## Stavba
V roce 1953 měl americký prezident Dwight D. Eisenhower proslov k Organizaci spojených národů, s jeho Atomy pro mír (Atoms for Peace), které byly zaměřeny na komerční výrobu jaderné energie. Toho dne prohlásil: „…Dnes v Shippingportu, v Pensylvánii, začneme budovat naší první atomovou elektrárnu pro komerční účely – očekává se, že elektrárna bude vyrábět elektřinu pro 100 tisíc lidí. V tomto pokroku směrem k hospodárné produkci elektřiny pomocí atomové energie, se lidstvo dostává blíže k naplnění odvěkého snu o novém a lepším světě.“
Základní kámen byl položen 9. září 1954 prezidentem Eisenhowerem. Celá stavba vyšla na 72 milionů dolarů. Na stavbě elektrárny se podílely tři velké firmy: Naval Reactors, Westinghouse Electric Corporation a Duquesne Light Company.

## Reaktor

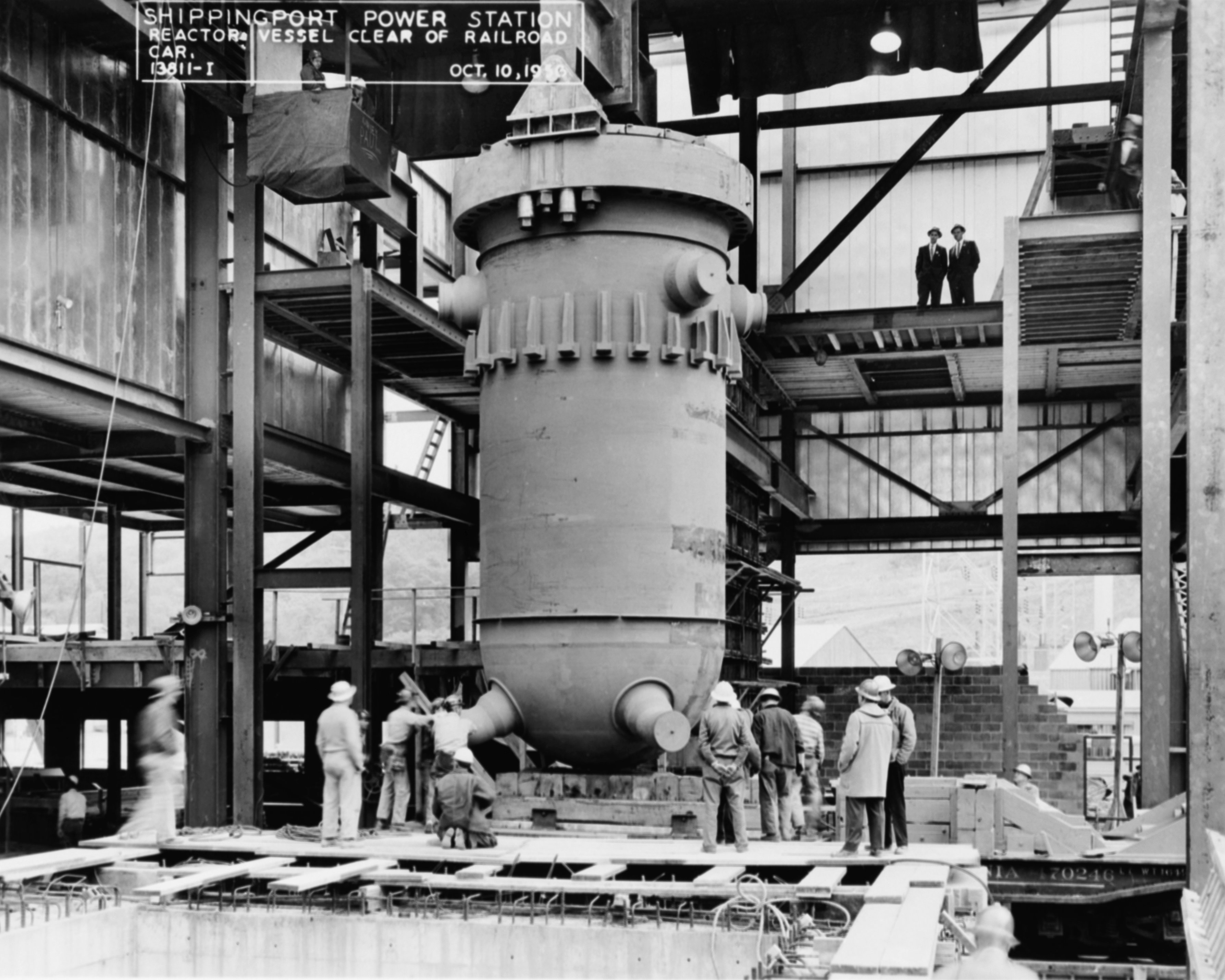
Tlaková nádoba reaktoru, výstavba (1956)

Reaktor byl navržen tak, aby během jeho života mohly být testovány různé aktivní zóny. Celkem byly použity tři druhy aktivních zón:
1) Aktivní zóna instalovaná v roce 1957 obsahovala 14 tun přírodního uranu a 75 kilo obohaceného uranu. Do reaktoru byla spouštěna přes 8 hodin. Po 45 dnech byl reaktor připraven na spuštění. Dne 23. prosince 1957 dosáhl reaktor nominálního elektrického výkonu 68 MW. Po sedmi letech tato konfigurace vyprodukovala téměř 2 TWh elektrické energie.
2) Další aktivní zóna instalovaná v roce 1965 navýšila generovaný elektrický výkon z 68 MW na 100 MW. V únoru roku 1974 byla odstavena kvůli mechanické závadě na turbíně. Za těchto devět let vyprodukovala 3,5 TWh.
3) Třetí a poslední aktivní zóna byla instalována v roce 1977 a konstrukce byla upravena na reaktor typu LWBR (Pressurized Light-Water Breeder Reactor), který je považován za přímého předchůdce dnešních PWR. Dne 2. prosince 1977 dal prezident Jimmy Carter povolení k najetí na nominální výkon. Palivem byly pelety vyrobené z thoria 232 a uranu 233. Reaktor byl navržen tak, aby plodící materiál (Th232) produkoval nové palivo (U233). Byl schopný generovat elektrický výkon 60 MW a za pět let provozu vyprodukoval přes 2,1 TWh. Po odstavení obsahovala aktivní zóna o 1,39% více štěpného materiálu než do ní bylo vloženo, což znamená, že šlo skutečně o množivý reaktor.

## Dekontaminace
Jaderná elektrárna 1. října 1982 po 25 letech ukončila svoji činnost. Pak Shippingport znovu vstoupil do historie - celá jaderná elektrárna byla rozebrána a dekontaminována. Kompletní dekontaminace stála 98 milionů tehdejších dolarů a byla použita zastánci jaderné energie jako příklad úspěšného vyřazení jaderné elektrárny z provozu. Kritici přesto poukazují na to, že Shippingport byl menší než většina komerčních jaderných elektráren.